# 塔普蒂姆
塔普蒂姆（英語：Taputimu）是位於美屬薩摩亞圖圖伊拉島西南部的一座村莊。它是距離法加特萊灣國家海洋保護區最近的村莊。
從1980年到1990年，塔普蒂姆的人口從434人增加到520人，年增長率為1.98%。1995年，村里約有105所房屋。截至1995年，塔普蒂姆有4家雜貨店。
根據2010年美國人口普查的數據顯示，居住於塔普蒂姆的人口為841人。